# Хроні (гора)

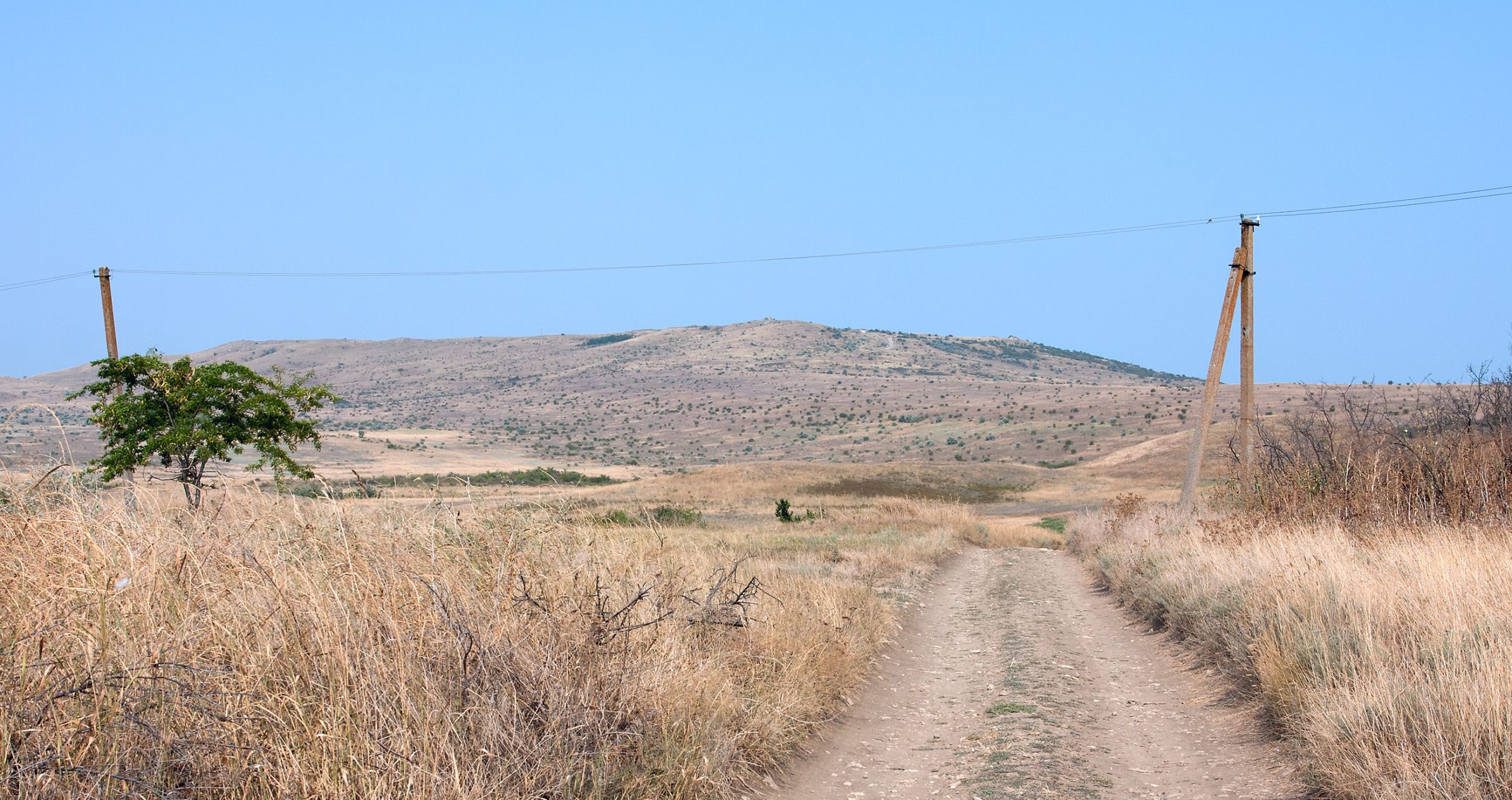
гора Хроні на горизонті

45°23′23″ пн. ш. 36°36′04″ сх. д. / 45.38963282190344° пн. ш. 36.601103576726196° сх. д.
Хроні — гора і найвища точка на Керченському півострові (175 м), розташована в 4 км на північний схід від Керчі. Хроні має довгастий хребет з вершиною в східній частині, що знижується у північному напрямку і тягнеться в сторону Азовського моря. Назва гори за однією з версій має грецьке походження (від др.-греч. χρόνος — час), за дургою — від назви Хрун'їх хуторів, заснованим сімейством Хроні, що походили із греків, що з'явились тут після 1775 року, за іншою увічнює ім'я рибака Хронова, який мешкав на цій горі.
Гора відома стародавніми пам'ятками — у південного підніжжя гори знаходяться руїни античного городища Порфмій, а на самій горі розміщувався некрополь часів Боспорського царства. Обидва об'єкти були внесені до переліку пам'яток археології місцевого значення. В кінці 1980-х років поховання були значною мірою зруйновані при будівництві позицій протиповітряної оборони. У 1990-х роках некрополь сильно постраждав від дій «чорних археологів». В умовах російської окупації станом на 2019 рік гора знаходиться у занедбаному стані і вкрита звалищами

## Некрополь
Некрополь займає велику територію по вершині і схилах гори. У 1988—1989, 1994 рр. могильник вивчався розкопками, в результаті яких відкрито 52 комплекси. Поховання тут відбувалися тривалий час — з IV ст. до н. е. по перші століття. Ряд склепів, споруджених в IV ст. до н. е., використовувався для підпоховань в II—I ст. до н. е. Часто над ними ставили антропоморфні надгробки. Імовірно некрополь належав городища, що існував на території села Глазовка (Бакси) в VI ст. до н. е. — VI ст. н. е.